# Zuiveringsschap Drenthe
Het Zuiveringsschap Drenthe was een apart openbaar lichaam, belast met het zuiveren van het water in de Nederlandse provincie Drenthe. Het is gevormd in 1970 en in 2000 zijn de taken overgegaan op de nieuwe waterschappen Hunze en Aa's, Noorderzijlvest, Reest en Wieden en Velt en Vecht.